# Winckelmann-Gesellschaft
Die Winckelmann-Gesellschaft ist ein eingetragener Verein. Er ist nach Johann Joachim Winckelmann, einem der Begründer der modernen Klassischen Archäologie, benannt und in dessen Geburtsort Stendal angesiedelt.

## Geschichte

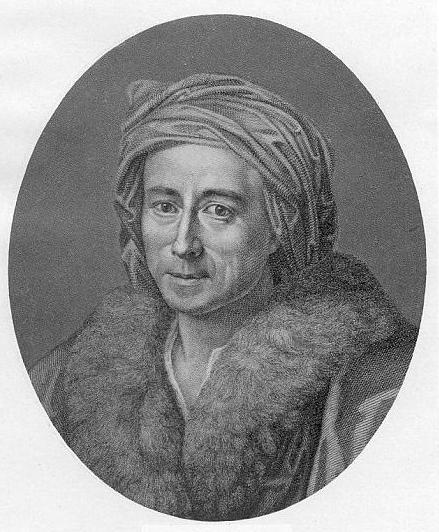
Johann Joachim Winckelmann, Namenspatron und Forschungsgegenstand der Gesellschaft

Der Verein wurde 1940 gegründet, nachdem der Stendaler Sammler und Augenarzt Heinrich Segelken verstorben war. Seine Sammlung an „Winckelmanniana“, etwa Erstausgaben seiner Schriften, Briefe und anderer Archivalien, erwarb daraufhin die Stadt Stendal. Um die seit 1939 in Stendal ausgestellte Sammlung zu verwalten, auszuwerten und auch zu erweitern, wurde nun ein Träger gesucht. Da die Winckelmann-Rezeption zu dieser Zeit eine Blüte erreichte und Winckelmann als wichtiger Protagonist der deutschen Klassik angesehen wurde, bildete sich nicht nur der Verein schnell heraus, sondern hatte nach einem Jahr des Bestehens schon 1100 Mitglieder; 1944 waren es 1126 Mitglieder. Zu den Gründungsmitgliedern gehörten Gerhart Rodenwaldt, Karl Anton Neugebauer, Martin Schede, Georg Lippold, Wilhelm Kraiker, Friedrich Matz, Erich Pernice, Wolfgang Schadewaldt, Bernhard Schweitzer, Carl Weickert, Wilhelm Waetzoldt und Walther Rehm. Erster Vorsitzender wurde Karl Wernecke, der Oberbürgermeister Stendals, der auch bei der Vereinsgründung eine treibende Kraft war. Vom Einfluss des Nationalsozialismus konnte man sich weitgehend frei halten.
1947 erfolgte auf Betreiben von Rudolph Grosse, der von 1947 bis zu seinem Tod 1949 auch Geschäftsführer war, und Carl Weickert die Neugründung der Gesellschaft. Vorsitzender wurde der Winckelmann-Forscher Arthur Schulz, unter dessen Vorsitz die Kontakte vor allem nach Italien und Frankreich wieder aufgebaut wurden. 1955 wurde das Winckelmann-Museum auf Betreiben von Gerhard Richter – Direktor des Altmärkischen Museums in Stendal – gegründet.
Seit 1960 wird die Winckelmann-Medaille von der Stadt verliehen. Das Kuratorium der Winckelmann-Gesellschaft gibt dazu Vorschläge ab. Seit 1984 wird der „Wilhelm-Höpfner-Preis“ an junge Nachwuchskünstler vergeben, die in ihrem Werk Bezug zur Antike nehmen.
Gab es zunächst jährlich nur die Hauptversammlung, wurden seit 1972 alljährlich auch thematische Kolloquien durchgeführt. Dabei schaffte es die Winckelmann-Gesellschaft, weitgehend unabhängig vom DDR-Staat zu bleiben und den internationalen Charakter der Gesellschaft beizubehalten.
Seit 1990 veranstaltete die Gesellschaft verstärkt Kolloquien mit internationaler Beteiligung im Inland wie in Stendal, Blankensee, Halle, Potsdam, Jena, Heidelberg oder Berlin oder führte internationale Tagungen u. a. in Paris, Oxford, Pompeji/Neapel, Wien, Istanbul und im Oktober 2011 in Madrid durch. Darüber hinaus ermöglicht sie Interessierten auch die Teilnahme an Exkursionen, letztere oftmals auch ermöglicht durch die Ausgrabungen, die sie in der Türkei durchführt, und die daraus resultierenden wissenschaftlichen Kontakte im In- und Ausland. Die internationalen Beziehungen der Gesellschaft und ihres Museums fanden auch in Ausstellungsprojekten ihren Niederschlag, bei denen die Gesellschaft u. a. mit Museen und Sammlungen in Rom und Neapel, San Francisco, Jerusalem, Paris, Kopenhagen oder Wien zusammenarbeitete. Oft dienten gerade auch die Ausstellungen im Winckelmann-Museum dazu, eigene wissenschaftliche Ergebnisse transparent und sie durch eine anschauliche Darstellung einer breiten interessierten Öffentlichkeit verständlich zu machen.

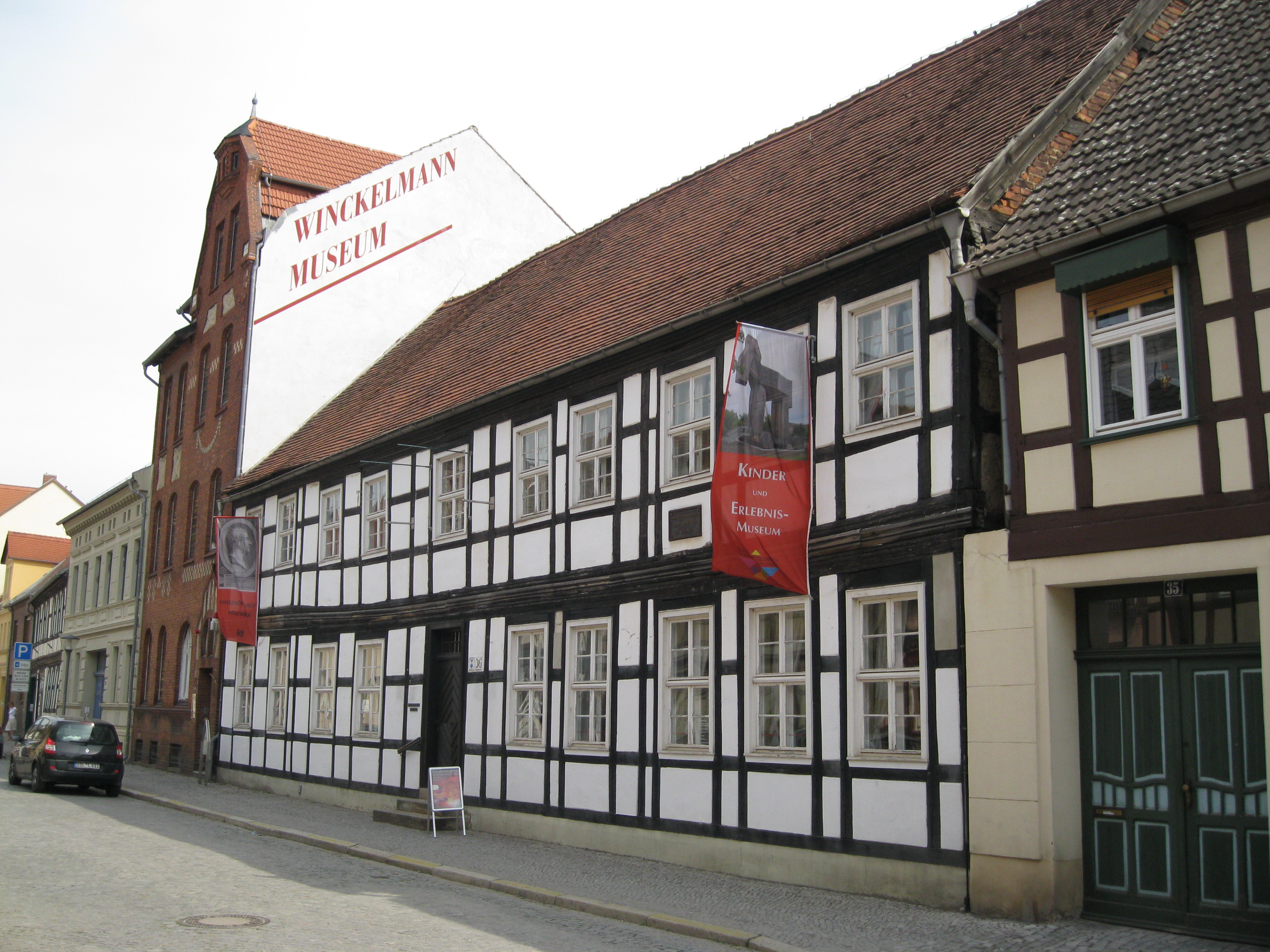
Das Winckelmann-Museum in Stendal

Die Winckelmann-Gesellschaft war seit ihrer Gründung bestrebt, die Forschungen zu Winckelmann voranzubringen. Einher damit lief der systematische Aufbau einer Spezialbibliothek zu Winckelmann und zur Geschichte der Klassischen Archäologie, vor allem des 18. Jahrhunderts, die heute als Präsenzbibliothek Winckelmann-Forschern aus aller Welt offensteht. Im Zuge dessen wurde von Anfang an alle relevante Literatur recherchiert und bereits in der zweiten Jahresgabe der Winckelmann-Gesellschaft 1942 eine ausführliche Winckelmann-Bibliographie vorgelegt. 1967/68 erschienen drei Folgen der Bibliographie, eine vierte 1988. Heute wird sie digital weitergeführt und steht im Internet zur Verfügung. In der Forschungsbibliothek steht auch der handschriftliche Nachlass komplett digitalisiert zur Verfügung. Die Gesellschaft ist in mehrere Forschungsprojekte involviert.
Schon 1988 konnte mit der historisch-kritischen Edition des Winckelmannschen Hauptwerkes der „Geschichte der Kunst des Alterthums“ mit Hilfe der VolkswagenStiftung und mit dem Partner Freie Universität Berlin ein deutsch-deutsches Wissenschaftsprojekt begonnen werden. Nach der Wende entwickelte sich daraus das Projekt einer historisch-kritischen Gesamtausgabe Winckelmanns, die von der Landesregierung Sachsen-Anhalts und der Deutschen Forschungsgemeinschaft finanziert wurde. 1996 ging das Vorhaben in die Betreuung der Akademie der Wissenschaften und der Literatur in Mainz über, die die Winckelmann-Ausgabe nun gemeinsam mit der Winckelmann-Gesellschaft herausgab. Dazu gab es eine Arbeitsstelle im Stendaler Winckelmann-Haus. Das Vorhaben wurde 2022 zu Ende geführt.
1997 wurde der Stendaler Arbeitskreis zur Theorie und Geschichte der Kunstgeschichtsschreibung gegründet. Seit 2000 befindet sich das Winckelmann-Museum in der Trägerschaft des Vereins. 2003 wurde auf drei CDs eine „Bilddatenbank zu antiken Skulpturen, die Winckelmann kannte“ veröffentlicht. Diese Datenbank steht im Internet zur Verfügung und wird derzeit Kooperation mit dem Census-Projekt der Humboldt-Universität Berlin und der Berlin Brandenburgischen Akademie auf eine Ebene übertragen.
Die Winckelmann-Gesellschaft ist mit einem speziellen Part in ein Digitalisierungsprojekt älterer archäologischer Literatur eingebunden, an dem sich das Deutsche Archäologische Institut Rom, die Universitätsbibliothek Heidelberg und das Archäologische Institut der Universität Köln (Arachne-Projekt) beteiligen. Modellhaft wird hier am Beispiel des Katalogs der Stosch’schen Gemmen, den Winckelmann publizierte, die digitalisierte Literatur mit archäologischen Objekten zu verbunden.
Heute ist die Winckelmann-Gesellschaft mit dem Winckelmann-Museum, in dem viele Sonderausstellungen präsentiert werden, eine wichtige kulturelle Größe in Sachsen-Anhalt und einer der Schnittpunkte zwischen archäologischer, kunsthistorischer und literarischer Forschung sowie der Bildenden Kunst in Deutschland. Die Gesellschaft ist Mitglied im Arbeitskreis selbständiger Kultur-Institute. Präsident ist seit 2023 Rainer Vollkommer, stellvertretende Präsidenten sind Max Kunze, Eric M. Moormann und Rüdiger Splitter, geschäftsführendes Kuratoriumsmitglied ist Stephanie-Gerrit Bruer. Weitere Angehörige des Kuratoriums sind Anke Bollmann, Michele Cometa, Erika Eschebach, Thomas Fröhlich, Daniel Graepler, Christoph Helm, Sylke Kaufmann, Monika Knofler, Konstantin Lappo-Danilevskij, Jorge Maier-Allende, Arnold Nesselrath, Ingo Pfeifer, Franz Rutzen und Ralf-Torsten Speler, von Amts wegen der Oberbürgermeister der Stadt Stendal, Bastian Sieler, und der Vorsitzende des Museumsvorstandes Stendal, Manfred Urban. Derzeit hat die Gesellschaft fast 600 Mitglieder.
Schlagzeilen machte 2008 ein Konflikt zwischen dem damaligen Präsidenten Max Kunze und Kritikern einer Ausstellung, insbesondere dem Archäologen Stefan Lehmann. Lehmann warf Kunze vor, eine gefälschte Büste Alexanders des Großen aus dem Besitz des Antikenhändlers Robin Symes als Original ausgestellt und damit als alleinverantwortlicher Vorstand der Winckelmann-Gesellschaft mitverantwortlich zu sein, dass sie somit für den globalen Kunstmarkt ‚geadelt‘ wurde. Die Art der in diesem Zusammenhang erhobenen Vorwürfe führten zum Ausschluss Lehmanns aus der Winckelmann-Gesellschaft am Jahresende 2009. Als Ergebnis der nachfolgenden gerichtlichen Auseinandersetzung gab Lehmann im Jahr 2012 eine öffentliche, schriftliche Ehrenerklärung ab, in der er die als ehrverletzend aufgefassten Angriffe gegen Kunze und die Winckelmann-Gesellschaft bedauerte.
Vorsitzende und Präsidenten
- 1940–1945: Karl Wernecke
- 1949–1963: Arthur Schulz
- 1963–1968: Gerhard Richter
- 1968–1990: Johannes Irmscher
- 1990–2023: Max Kunze
- 2023: Rainer Vollkommer
- seit 2024: Max Kunze, Eric M. Moormann

Geschäftsführer
- 1947–1949: Rudolph Grosse
- 1949–1956: Arthur Schulz
- 1963–1968: Gerhard Richter
- 1971–1990: Max Kunze
- seit 1990: Stephanie-Gerrit Bruer

## Zweck der Gesellschaft
Laut Satzung (§2) hat die Gesellschaft folgende Aufgaben:
Die Winckelmann-Gesellschaft ist eine internationale Vereinigung und verfolgt ausschließlich und unmittelbar gemeinnützige Zwecke. Die Gesellschaft sieht ihre Aufgaben darin,
1. die internationalen Forschungen zum Leben, Werk und Wirken Johann Joachim Winckelmanns zu unterstützen,
2. die mit Winckelmanns Wirken zusammenhängenden Disziplinen wie Altertumswissenschaft, Kunstgeschichte und Germanistik zur Erschließung der Wissenschaftsgeschichte des 18. Jahrhunderts zusammenzuführen,
3. die Pflege von Winckelmanns Erbe innerhalb und außerhalb seiner Vaterstadt zu fördern und zu popularisieren.[7]

## Publikationen
Seit 1941 erscheinen die „Mitteilungen der Winckelmann-Gesellschaft“, in denen über die Aktionen der Gesellschaft berichtet wird. Die Schriften der Winckelmann-Gesellschaft erscheinen seit 1973, Beiträge der Winckelmann-Gesellschaft seit 1974, Aus den Sammlungen der Winckelmann-Gesellschaft in Stendal sporadisch seit 1989, Akzidenzen. Flugblätter der Winckelmann-Gesellschaft seit 1991 und die Stendaler Winckelmann-Forschungen seit 2003. Daneben erscheinen Ausstellungskataloge.